# كينغ ريكوردز (الولايات المتحدة)

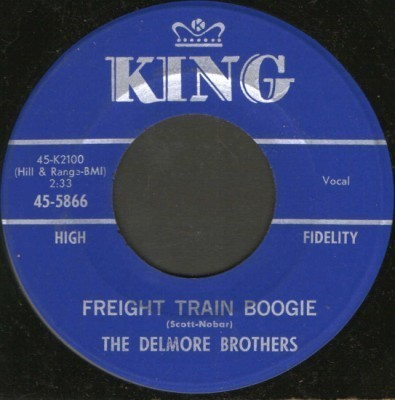
أغنية "Freight Train Boogie" للأخوة ديلمور، وهي من أنجح تسجيلات كينغ

كينغ ريكوردز هي شركة تسجيل مستقلة أمريكية رائدة تأسست عام 1943 من قبل سيد ناثان في مدينة سينسيناتي. احتوت الشركة على عدة أقسام، بما في ذلك علامة فيدرال ريكوردز التي بدأت مسيرة جيمس براون. ظلت الشركة تعمل حتى عام 1975، وتعمل الآن في إعادة إصدار أغانيها القديمة.

## التاريخ
تخصصت شركة كينغ في البداية في موسيقى الكانتري، في الوقت الذي كانت تعرف فيه باسم موسيقى الهيلبيلي.  ومن أهم الفنانين الذين سجلوا في العلامة فريق ديلمور براذرز ومون موليكان وقدموا أسلوبًا من الكانتري كان شبيهًا بموسيقى الروكابيلي.
امتلكت الشركة علامة كوين ريكوردز لموسيقى السود وكانت مملوكة أيضًا لسيد ناثان. تأسست في عام 1943 وتم إقفالها في النهاية وضمها إلى كينغ. كما امتلكت أيضا علامة فيدرال ريكوردز، والتي بدأت منها مهنة جيمس براون. وسجلت موسيقيي الريذم آند بلوز مثل هانك بالارد وروي براون وفاليري كار وغيرهم. كما خاضت شركة كينغ أيضًا معركة قانونية طويلة مع جيمس براون بعد أن انتهك عقده عدة مرات مع الشركة.  اشترت شركة كينج أيضا علامات دي لوكس ريكردز وبيثليهيم ريكوردز.
خلال خمسينيات القرن العشرين، قامت شركة كينج بتوزيع الفونوغرافات المحمولة.  كانت فريدة بين العلامات المستقلة لأن عملية الإنتاج بأكملها تمت داخل الشركة، كالتسجيل وتعديل الصوت والطبع والضغط والشحن. أعطى هذا سيد ناثان السيطرة الكاملة على الإنتاج، وأمكنه تسجيل الأغنية ثم شحنها إلى محطات الراديو في اليوم التالي بكميات تزيد عن خمسين نسخة. لهذا السبب، فإن تسجيلات العلامة التي لم تحقق مبيعات هي نادرة الآن. 
سايمور شتاين، المؤسس الشريك لشركة تسجيلات ساير، تدرب في كينغ ريكوردز وهو طالب في المدرسة الثانوية بين عامي 1957 و 1958 وعمل لدى كينغ من عام 1961 إلى 1963. 
توفي سيد ناثان في عام 1968، وتمت حيازة شركة كينغ من قبل شركة ستارداي. قام مؤلفا الأغاني جيري لايبر ومايك ستولر بشراء العلامة في عام 1970 لكنهما باعاها بعد ذلك بفترة وجيزة إلى شركة لين للإعلام، والتي باعتها بدورها إلى شركة تينيسي للتسجيل والنشر، ثم باعتها إلى شركة غوستو ريكوردز في عام 1974. في عام 1971، تم بيع عقد تسجيل جيمس براون وكتالوج أغانيه إلى شركة بوليدور ريكوردز. تقوم شركة كوليكتابلز ريكوردز بإعادة إنتاج وإصدار كتالوج شركة كينغ منذ عام 2001.
لا يزال مقر الشركة السابق قائمًا في 1540 شارع بروستر في سينسيناتي. وضعت علامة تاريخية من قبل الصالة الفخرية للروك آند رول في عام 2008. 

## وصلات خارجية
- The King Records story
- King Records on the Internet Archive's Great 78 Project
- King Records orginial location in Cincinnati, OH